# سر دهات شیخ
{{جعبه اطلاعات روستای ایران
|نام‌رسمی=سر هات شیخ
|روی‌نقشه= 
|عرض‌جغرافیایی=
|طول‌جغرافیایی=
|تصویر= 
|اندازه‌تصویر= 
|برچسب‌تصویر= 
|استان=زنجان
|شهرستان=زنجان
|بخش= بخش زنجانرود
|دهستان=زنجان‌رود پایین
|نام‌محلی=
|نام‌های‌دیگر=
|نام‌های‌قدیمی=
|سال‌بنیاد= 
|جمعیت= ۲۱۹ نفر
|رشدجمعیت=
|تراکم‌جمعیت=
|زبان=
|مذهب=
|مساحت=
|ارتفاع= 
|میانگین‌دما=
|میانگین‌بارش‌سالانه=
|شمارروزهای‌یخبندان=
|کد آماری    =۲۳۶۲۱۴
|ره‌آورد=
|پیش‌شماره=
|وب‌گاه=
|جمله‌خوشامد=
|پانویس=
} از این روستا  که نام ما زدودن شما راصفحه دیگر گشودن از این پژمردگی ما را غمی نیست که گل را زندگانی یک دمی نیست‌..سر دهات سرر* تاریخ دهات /بزرگ دهات /راس دهات/
  سر دهات شیخ، روستایی از توابع بخش زنجانرود شهرستان زنجان در استان زنجان ایران است. قدمت این روستای پر فراز نشیب حدود چهارصد سال پیش روستای تاز نو که بومیان هم جوار و تعدادی مهاجر از تهران تشکیل می‌شود که در میان پنجاه روستا زبان‌ زد عوام وخواص بود مردم این روستا دلاوری غیرت تعصب ونجیب زادگی را از اجدادشان به ارث برودند اینجانب حاج مهدی در نوبت‌های بعدی تاریخ سردهات شیخ را به وضوح بیان خواهم ک رد

## جمعیت
این روستا در دهستان زنجان‌رود پایین قرار دارد و براساس سرشماری مرکز آمار ایران در سال ۱۳۸۵، جمعیت آن ۲۱۹ نفر (۶۰خانوار) بوده‌است.